# Nikolai-Quadrille
Die Nikolai-Quadrille ist eine Quadrille von Johann Strauss (Sohn) (op. 65). Sie wurde im August 1849 in Dommayers Casino in Wien erstmals aufgeführt.